# Земля до начала времён 8: Великая стужа
«Земля до начала времён 8: Великая стужа» (англ. The Land Before Time VIII: The Big Freeze) — мультфильм производства США, продолжающий мультипликационную серию «Земля до начала времени» (2001).

## Сюжет
В Великой Долине случается необычайное событие — выпадает снег. Сначала все радуются этому удивительному природному явлению, но из-за наступивших холодов вскоре начинаются проблемы с продовольствием. Спайк уходит из Долины вместе со стадом своих родичей — Шипохвостых, со своим новым другом маленьким Типпи и его мамой. Затем исчезает Даки. Встревоженные её уходом, Литтлфут, Сэра и Питри догадываются, что она пустилась по следам Клинохвостых в надежде найти и вернуть названого брата. Беспокоясь о подруге, они отправляются искать её. Но в этот раз динозаврики идут в Таинственное Далёко не одни — их сопровождает старый Мистер Толстонос, которого считают самым мудрым в Долине. В пути дружную компанию ждут новые опасные приключения — и снежная лавина, и встреча со свирепым Острозубым… Но, как и положено в сказке, всё кончается благополучно.

## Персонажи и актёры
- Томас Деккер — Литтлфут (англ. Littlefoot)
- Энди Макэфи — Сэра (англ. Cera)
- Эйриа Кёрзон — Даки (англ. Ducky)
- Джефф Беннетт — Питри (англ. Petrie) / коритозавр
- Кеннет Марс — Дедушка (англ. Grandpa Longneck)
- Мириам Флинн — Бабушка (англ. Grandma Longneck)
- Робер Гийом — Мистер Толстонос (англ. Mr.Thicknose)
- Роб Полсен — Спайк (англ. Spike)
- Джереми Суарес — Типпи (англ. Tippy)
- Сьюзен Кребс — мама Типпи
- Тресс Макнилл — Мама Питри, мама Даки
- Джон Ингл — Отец Сэры
- Фрэнк Уэлкер — тираннозавр